# 1+2+4+8+…
1 + 2 + 4 + 8 + …は無限級数の一つで、数学において、その項は連続する2の冪である。初項1、公比2の等比数列として特徴付けられる。実数の級数で、無限大に発散する級数として、普通には実数の和を持たないとされる。より広く解釈すると、この級数は ∞ の他の値、即ち −1 に関連付けられる。

## 概要
1 + 2 + 4 + 8 + の部分和は、1, 3, 7, 15, …;であり、この列は無限に発散するので級数も無限に発散する。それゆえtotally regularな総和法では、チェザロ和やアーベル和も含めて、その総和は∞になる。しかし、1 + 2 + 4 + 8 + …の和は有限の値−1に収束するという一般的に役立つ手法も少なくとも1つ存在する。これに関連した冪級数
{\displaystyle f(x)=1+2x+4x^{2}+8x^{3}+\cdots +2^{n}{}x^{n}+\cdots ={\frac {1}{1-2x}}}
は、0を中心とする1/2の収束半径しか持たないので、x = 1では収束しない。それにも関わらず、定義された関数fは、点x = 1/2を除いた複素平面へただ一つの解析接続を持ち、それは同じ方法f(x) = 1/(1 − 2x)で与えられる。f(1) = −1となるので、原級数1 + 2 + 4 + 8 + …は−1にsummable (E)といい、-1はその級数の(E) sumである（この定義はゴッドフレイ・ハロルド・ハーディによって、レオンハルト・オイラーの『オイラーの無限級数和』を参考にしてなされた）。
殆ど同一の解法（そのうち一つがオイラー自身によって作られた物）は、全ての係数が1の冪級数であると見なす物である。即ち、
{\displaystyle 1+y+y^{2}+y^{3}+\cdots ={\frac {1}{1-y}}}　
の冪級数にy = 2を代入した物である。もちろん、これらの2つの級数はy = 2xの置換で関連している。
(E) summationを1 + 2 + 4 + 8 + …の収束値として割り当てる事は、一般的な方法が完全に正規（totally regular）の物ではない事を意味する。しかし、この事は総和法として、安定性と線型性を含んだ望ましい性質を持っている。これらの2つの公理は、実際に総和を
−1に収束させる。その理由は、公理によって以下に挙げる計算法が有効になるためである。
{\displaystyle {\begin{aligned}s&=1+2+4+8+\cdots \\&=1+2(1+2+4+8+\cdots )\\&=1+2s\end{aligned}}}
ある意味、s = ∞ は、方程式s = 1 + 2sの根である（例えば、∞ はリーマン球面上のメビウス変換z → 1 + 2z における2つの不動点のうちの1つである）。もしsとして普通の数、すなわち ∞ でない値を返す物としての総和法が知られていれば、その値は簡単に決定される。この場合等式の両項からsを減じてもよく、0 = 1 + sという式になり、s = −1となる。
上記の操作は十分強力な総和法の文脈から外れて -1 になるということを要求されるかもしれない。基本的な収束概念を含む最も有名で直接的な和の概念において、正項級数が負の値に収束することは不条理である。これに似た現象が発散幾何級数1 − 1 + 1 − 1 + · · ·において起こる。整数からなる級数が非整数の和1⁄2を持つのである。これらの例は、循環小数、例えば0.111…や特に注目すべきなのは0.999…、に暗に含まれている級数に対して類似の議論を行うことに潜在的な危険があることを示している。この議論は結局はこれらの収束級数に対して正当化され、0.111… = 1⁄9 や 0.999… = 1 であることもわかる。しかし、根本的な証明は無限和の解釈を注意深く考えることを要求する。
この級数は、実数とは異なった数の体系、即ち2進数において収束する級数としても捉えることができる。2進数の級数として、上記の結果と同じ値−1に収束する。

## 発展文書
- Barbeau, E.J., and P.J. Leah (May 1976). “Euler's 1760 paper on divergent series”. Historia Mathematica 3 (2):  141–160. doi:10.1016/0315-0860(76)90030-6.
- Ferraro, Giovanni (2002). “Convergence and Formal Manipulation of Series from the Origins of Calculus to About 1730”. Annals of Science 59:  179–199. doi:10.1080/00033790010028179.
- Kline, Morris (November 1983). “Euler and Infinite Series”. Mathematics Magazine 56 (5):  307–314. doi:10.2307/2690371. JSTOR 2690371.
- Sandifer, Ed (2006年6月). “Divergent series” (PDF). How Euler Did It.   MAA Online. 2013年8月31日閲覧。
- Sierpińska, Anna (November 1987). “Humanities students and epistemological obstacles related to limits”. Educational Studies in Mathematics 18 (4):  371–396. doi:10.1007/BF00240986. JSTOR 3482354.